# Лобас, Леонид Дмитриевич
Леонид Дмитриевич Лобас (25 ноября 1948, Дружковка, Сталинская область — 24 июля 2024, Жуковский, Московская область) — заслуженный лётчик-испытатель Российской Федерации, один из заместителей начальника ЛИИ им. М. М. Громова (1995—2006).

## Биография

### Ранние годы
Леонид Лобас родился 25 ноября 1948 года в украинском городке Дружковке. В 1966 году он поступил в Краматорский индустриальный институт, но проучился всего один учебный год и выбрал для себя профессию военного лётчика. В 1967 году Лобас поступил в Ейское высшее военной авиационное училище лётчиков (Ейское ВВАУЛ).

### Служба в Военно-воздушных силах СССР
По окончании в 1971 году Ейского ВВАУЛ Лобас был оставлен в училище в качестве лётчика-инструктора. Затем служил командиром звена, заместителем командира эскадрильи 959-го учебного авиационного полка боевых самолётов. В 1980 году он уволился в запас в звании подполковника авиации.

### Работа в авиационной промышленности
В 1981 году окончил Школу лётчиков-испытателей. В 1981—1983 годах — лётчик-испытатель Куйбышевского конструкторского бюро автоматических систем, проводил испытания авиационных устройств.
С апреля 1983 года — лётчик-испытатель в ЛИИ им. М. М. Громова. В 1993—1995 годах — заместитель начальника Лётно-испытательного центра (ЛИЦ) — начальник лётного комплекса. В 1995—1998 годах — заместитель начальника ЛИИ, с 1998 года — начальник ЛИЦ, заместитель начальника ЛИИ по лётным испытаниям. В 1999 году окончил Российскую академию государственной службы при Президенте РФ. Принимал участие в подготовке и проведении ряда авиасалонов МАКС.
Освоил более 70 типов летательных аппаратов, общий налёт 4000 ч. Основное направление лётной деятельности — аэродинамические и прочностные испытания, исследования устойчивости и управляемости самолётов. Провел цикл лётных испытаний самолёта Як-38 и его модификаций, включая использование «прыжкового» вертикального взлёта со специальным удерживающим устройством, выполнение прерванных взлётов на режимах короткого разбега. Провел лётные испытания Су-27 и МиГ-29 на штопор, исследования характеристик этих самолётов на больших закритических углах атаки, что позволило в дальнейшем отработать элемент пилотажа «Кобра».
В числе других работ Лобаса:
- исследования путевой устойчивости самолёта-перехватчика МиГ-31 на предельных числах Маха;
- лётные испытания Су-25 на штопор и по определению маневренных характеристик при выполнении стрельбы из пушек и пусков ракет;
- лётно-прочностные испытания самолётов МиГ-31, Су-25 и Су-27;
- совместные лётно-конструкторские испытания китайского самолёта К-8, включая испытания на сваливание, штопор и определение методов вывода из штопора;
- испытания опытных катапультных кресел на летающих лабораториях МиГ-25 и Су-7;
- первый полёт и лётно-конструкторские испытания самолётов МАИ-89, МАИ-90 и «Акробат» разработки ОКБ МАИ.

Был членом Международного общества лётчиков-испытателей (с 1994 года).

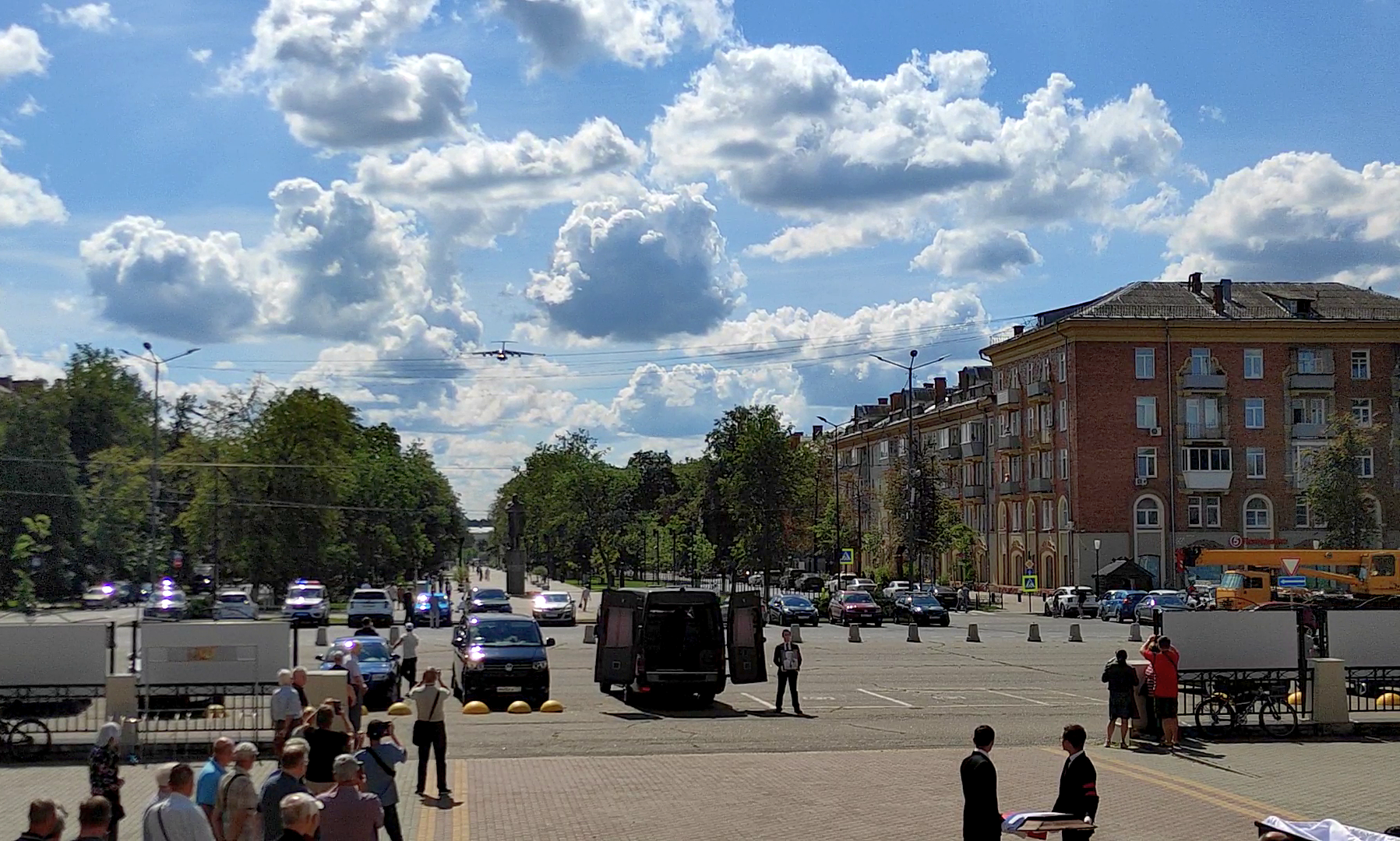
Прощальный пролёт самолёта Ил-76 при выносе гроба с телом Л. Д. Лобаса (26 июля 2024 года, г. Жуковский)

Жил в городе Жуковский Московской области. Умер 24 июля 2024 года.

## Награды и звания
- Герой Российской Федерации (19 сентября 1995) — за мужество и героизм, проявленные при испытаниях новой авиационной техники в условиях, сопряженных с риском для жизни[3]
- Орден «За личное мужество» (17 ноября 1992) — за мужество и самоотверженность, проявленные при испытании, доводке и освоении новых образцов авиационной техники
- Орден «За службу Родине в Вооружённых Силах СССР» 3 степени (1978)
- Медаль «Ветеран труда» (1990)
- Заслуженный лётчик-испытатель Российской Федерации (1999)[2]